# Siemierzycka Góra
Die Siemierzycka Góra (deutsch Schimmritzberg, kaschubisch Szëmrëca, ) ist mit 256 m n.p.m. die höchste Erhebung im Bütower Land.  Er ist damit auch der höchste Berg auf dem Gebiet der ehemaligen preußischen Provinz Pommern.
Er befindet sich in der Woiwodschaft Pommern, in der Nähe der Ortschaft Płotowo (Platenheim) bei Bütow, im Nordosten der Pommerschen Seenplatte, die zum Baltischen Landrücken gehört.